# Калич, Андрей Иосифович
Андрей Иосифович Калич (1892, Херсонская губерния — 1946, Киев) — большевик. Член РСДРП(б) с 1917 года. Участник гражданской войны.

## Биография

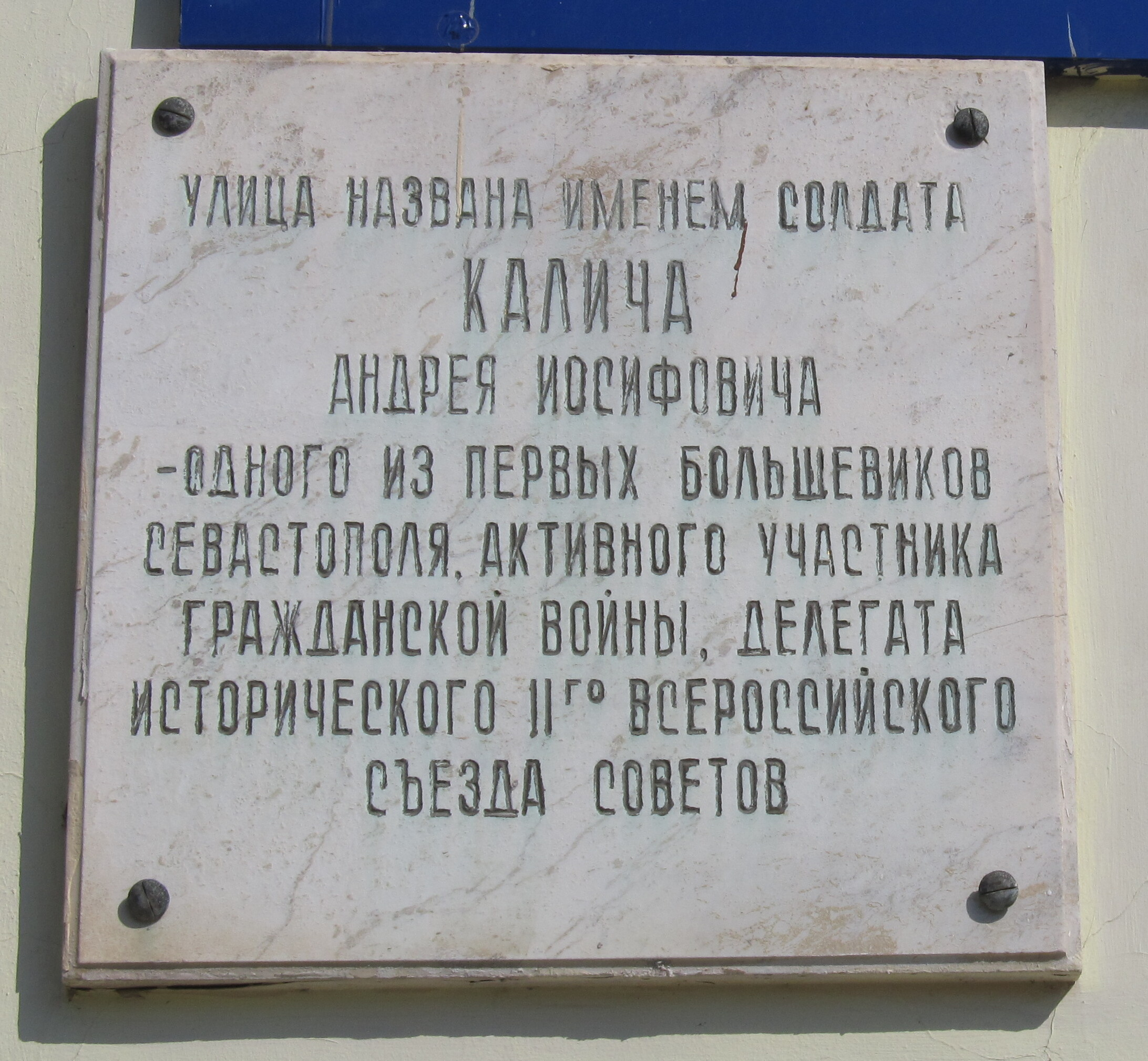
Доска в Балаклаве

Родился в 1892 году в Херсонской губернии в семье крестьян. Работал на Николаевском судостроительном заводе. Во время Первой мировой войны был призван Русскую императорскую армию. Служил в электротехнической роте Севастопольской крепостной артиллерии.
В 1917 году вступил в РСДРП(б). Входил в Севастопольский городской комитет, являлся первым председателем большевистской фракции в Севастопольском Совете депутатов армии, флота и рабочих.
В мае 1917 года участник Севастопольской организации РСДРП (б) А. Калич в составе делегации Черноморского флота побывал в Петрограде, откуда привез открытое письмо Ленина, адресованное делегатам Всероссийского съезда крестьянских депутатов, в котором содержался призыв немедленно забрать землю у помещиков. Письмо это было размножено в количестве 500 экземпляров и распространено среди военнослужащих и рабочих. Кроме того, в ЦК РСДРП (б) Каличем были получены подробнейшие инструкции и практические советы по поводу организации в Севастополе партийной большевистской работы.
С. Г. Сапронов вспоминал: «На первом же заседании Совета различные партии начали оформляться во фракции и выставлять своих лидеров. Самой многочисленной была фракция эсеров, лидером которой был доктор С. О. Бируля. Затем шли кадеты и меньшевики. Мы, большевики, тоже объявили себя фракцией во главе с лидером Каличем. Заявление наше было встречено смехом: так нас было мало. Кроме Калича и меня во фракцию входили еще два большевика – Сюсюкалов и Клепиков. Но нас не смутили вражеские насмешки. Пусть предлагаемые нами резолюции не принимались Советом, зато они показывали массам, за что именно борются большевики».  
Делегат II Всероссийского съезда Советов рабочих и солдатских депутатов. Участвовал в штурме Зимнего дворца. Надежда Островская характеризовала Калича как хорошего оратора. Во время гражданской войны находился на Украине, где сражался в партизанских отрядах.
После окончания гражданской войны работал Народном комиссариате юстиции и Генеральной прокуратуре Украинской ССР.
Скончался в 1946 году в Киеве. Похоронен на Старом Лукьяновском кладбище.
В 1957 году одна из улиц в исторической части Балаклавы была названа в честь Калича. На доме № 19 установлена аннотационная доска.